# 呂博望
呂廣（?—?），一作呂博或呂博望，三國吳太医令。
其生平皆不詳。僅知吕博“少以医术知名，善診脈論疾”，吴赤乌二年为太医令。曾為歷代注釋《难经》的第一人，是為《黃帝眾難經》，其書於唐初仍在，至元初修《宋史》已失錄此書，可能失傳於唐末或五代初期。